# Thới An
Thới An là một phường thuộc Thành phố Hồ Chí Minh, Việt Nam.

## Địa lý
Phường Thới An có vị trí địa lý:
- Phía đông giáp phường An Phú Đông
- Phía tây giáp phường Tân Thới Hiệp
- Phía nam giáp phường An Hội Đông
- Phía bắc giáp xã Đông Thạnh.

Phường có diện tích 5,18 km², dân số năm 2021 là 54.108 người,  mật độ dân số đạt 10.445 người/km².

## Hành chính
Sau khi chính thức sắp xếp lại các khu phố của 11 phường thuộc địa bàn Quận 12 vào ngày 14/03/2024, phường Thới An từ 7 khu phố cùng nhiều tổ dân phố ở cấp dưới sẽ chia thành 26 khu phố mới đánh số từ 1 đến 26. Điều đó đồng nghĩa với việc, phường Thới An sẽ không còn cấp hành chính tổ dân phố như trước.

## Lịch sử
Dưới thời nhà Nguyễn, Thới An là một làng thuộc tổng Bình Thạnh Hạ, huyện Bình Long, phủ Tân Bình, tỉnh Gia Định. Đến thời Pháp thuộc, làng Thới An hợp nhất với làng Tân Hưng thành làng Tân Thới Hiệp thuộc tổng Bình Thạnh Hạ, quận Gò Vấp, tỉnh Gia Định.
Tuy nhiên, vào năm 1955, chính quyền Việt Nam Cộng hòa sáp nhập tổng Bình Thạnh Hạ vào quận Hóc Môn và đổi tên thành tổng Long Bình. Sau năm 1956, các làng được gọi là xã, Tân Thới Hiệp là một xã thuộc quận Hóc Môn.
Sau năm 1975, xã Tân Thới Hiệp thuộc huyện Hóc Môn, Thành phố Hồ Chí Minh.
Ngày 6 tháng 1 năm 1997, Chính phủ ban hành Nghị định số 03-CP. Theo đó, chuyển xã Tân Thới Hiệp về Quận 12 mới thành lập và thành lập phường Thới An thuộc quận 12 trên cơ sở 451 ha diện tích tự nhiên, 7.208 người của xã Tân Thới Hiệp.